# Freddy Turner
Pour les articles homonymes, voir Turner.
Pas d'image ? Cliquez ici

a Compétitions nationales et continentales officielles uniquement.

b Matchs officiels uniquement.
 Frederick George Turner dit Freddy Turner, né le 18 mars 1914 à Port Elizabeth en Afrique du Sud et mort le 13 septembre 2003 à Johannesbourg, est un joueur de rugby à XV qui a joué avec l'équipe d'Afrique du Sud. Il évolue au poste d'ailier, de centre ou d'arrière.

## Biographie
Freddy Turner évolue avec l'Eastern Province qui dispute la Currie Cup, puis avec le Transvaal. Il dispute à dix-neuf ans son premier test match le 8 juillet 1933 contre les Wallabies. Il joua son dernier test match contre les Lions britanniques le 10 septembre 1938. De 1933 à 1938, il dispute onze matchs sur les treize que disputent les Springboks. Les Wallabies effectuent leur première tournée en Afrique du Sud en 1933 pour une série de cinq test matchs. Freddie Turner inscrit un essai. Les Springboks gagnent la série par trois victoires à deux. Ce sont leurs premières confrontations. En 1937, les Springboks rendent visite d'abord  aux Wallabies (2-0), puis les Springboks remportent leur série contre les All Blacks (2-1) lors d'un passage en Nouvelle-Zélande. Les All Blacks remportent le premier test match mais s’inclinent lors des deux suivants. Ils ont affaire à forte partie car cette équipe d’Afrique du Sud de 1937 est parfois décrite comme la meilleure qui ait joué en Nouvelle-Zélande. Freddie Turner inscrit deux essais contre les All Blacks et joue les trois rencontres. En 1938 les Lions britanniques sont en Afrique du Sud. Deux victoires et une défaite laissent une nouvelle fois les Springboks vainqueurs finaux. Freddie Turner inscrit un essai, quatre transformations, trois pénalités contre les Lions britanniques et joue les trois rencontres.

## Palmarès
- Onze test matchs avec l'équipe d'Afrique du Sud.
- 29 points (quatre essais, quatre transformations, trois pénalités).
- Sélections par année : trois en 1933, cinq en 1937, trois en 1938.